# Gossypium irenaeum
Gossypium irenaeum là một loài thực vật có hoa trong họ Cẩm quỳ. Loài này được Lewton mô tả khoa học đầu tiên năm 1912.